# Гулик (село)
Гули́к — село в Зейском районе Амурской области России. Входит в сельское поселение Сосновоборский сельсовет.
Село Гулик, как и Зейский район, приравнено к районам Крайнего Севера.

## География
Расположено на правом берегу реки Гулик (правый приток Зеи), примерно в 7 км до её устья, в 10 км западу от районного центра, города Зея. Расстояние до центра сельского поселения, села Сосновый Бор — около 15 км (дорога идёт через город Зея).

## Население
| 2002 | 2010 | 2012 | 2013 | 2014 | 2015 | 2016 |
| ---- | ---- | ---- | ---- | ---- | ---- | ---- |
| 391  | ↘358 | ↘354 | ↗364 | ↘352 | ↘321 | ↘320 |
| 2017 | 2018 |      |      |      |      |      |
| ↘306 | ↘297 |      |      |      |      |      |